# Нидерхоффер, Виктор
Виктор Нидерхоффер (англ. Victor Niederhoffer; род. 10 декабря 1943 года) — американский управляющий хедж-фондом, чемпион по сквошу, автор бестселлеров и статистик.

## Биография
Нидерхоффер родился в Бруклине в еврейской семье.
Его дед по отцовской линии Мартин (Марти), бухгалтер и судебный переводчик, женился на Берди (урождённой Кумински) в 1916 году. Его бабушкой и дедушкой по материнской линии были Сэм и Гертруда Айзенберг. Его отец, доктор Артур «Арти» Нидерхоффер (1917—1981), окончил Бруклинский колледж в 1937 году, затем Юридическую школу Бруклина и, наконец, получил степень доктора философии в Нью-Йоркском университете (1963). Он прослужил в полицейском управлении Нью-Йорка 21 год (вышел на пенсию в звании лейтенанта), а затем преподавал социологию в Колледже уголовного правосудия Джона Джея в течение 14 лет. Также он преподавал в Университете Хофстра, Бруклинском колледже, Нью-Йоркском университете, колледже Квинс и Полицейской академии Нью-Йорка, написал несколько книг о полиции и криминологии, включая Behind the Shield, The Ambivalent Force, The Gang и The Police Family: From Station House to Ranch House (в соавторстве с женой), и был награждён Президентской медалью колледжа Джона Джея за достижения в области уголовного правосудия. Его мать, Элейн (урожденная Айзенберг) Нидерхоффер (1925—2006), была преподавателем английского языка, автором и редактором, которая происходила из древнего рода раввинов. Его брат Рой Нидерхоффер, который сам является менеджером хедж-фонда, работал на Виктора и его хедж-фонд с 1987 по 1992 год, торгуя ценными бумагами с фиксированным доходом.
Нидерхоффер изучал статистику и экономику в Гарвардском университете (бакалавр гуманитарных наук, 1964) и Чикагском университете (доктор философии, 1969). Он был профессором финансов в Калифорнийском университете в Беркли (1967—1972). В 1965 году, ещё учась в колледже, он совместно с Фрэнком Кроссом основал компанию Niederhoffer, Cross and Zeckhauser, Inc., инвестиционный банк, который продавал частные фирмы публичным компаниям. Эта фирма теперь называется Niederhoffer Henkel, и ею руководил Ли Хенкель (умер 30 мая 2008 года), бывший главный юрисконсульт IRS. Нидерхоффер был пионером подхода массового маркетинга в инвестиционном банкинге и провёл большой объём мелких сделок в этой фирме. Он также купил много частных фирм вместе с Дэном Гроссманом, своим партнёром в тот период.
Будучи профессором колледжа в 1960-х и 1970-х годах, Нидерхоффер писал научные статьи о неэффективности рынка, что привело к основанию в 1980 году торговой фирмы NCZ Commodities, Inc. (также известной как Niederhoffer Investments, Inc.). Успех этой фирмы привлёк внимание Джорджа Сороса. Нидерхоффер стал партнёром Сороса и управлял всеми фиксированными доходами и иностранной валютой с 1982 по 1990 год. Сорос сказал в «Алхимии финансов», что Нидерхоффер был единственным из его менеджеров, кто добровольно ушёл из торговли для него, когда у него ещё были дела. Сорос питал к Нидерхофферу такое большое уважение, что отправил своего сына работать к нему, чтобы тот научился торговать.

### Академия
Будучи академиком в Беркли в 1960-х годах, Нидерхоффер написал ряд статей об аномалиях в поведении фондового рынка. Его статья «Создание рынка и разворот на фондовой бирже» (1966) сделала Нидерхоффера отцом статистического арбитража и исследований микроструктуры рынка. Он использовал новаторские методы для поиска возможностей на фондовых рынках, такие как его статья «Анализ мировых событий и цен на акции» (1971), в которой использовался размер шрифта газетной печати для определения относительной важности новостных событий и измерения того, как они влияют на фондовый рынок. Он оставил академическую деятельность в 1972 году, чтобы полностью сосредоточиться на своей деловой активности.

### Доходность
Niederhoffer Investments приносила 35 % годовых с момента основания до 1996 года, когда MAR назвала её управляющим хедж-фондом № 1 в мире. В 1997 году Нидерхоффер опубликовал бестселлер New York Times «Образование спекулянта»:
С точки зрения статистики, я подсчитал, что торговал около 2 миллионов контрактов со средней прибылью в 70 долларов за контракт (после проскальзывания, возможно, в 20 долларов). Это среднее значение примерно на 700 стандартных отклонений от случайности.

### Убытки 1997 года
В 1997 году Niederhoffer Investments не нашла много возможностей для инвестиций и, вернув большую часть своих средств клиентам, таким как Джордж Сорос, начала инвестировать оставшиеся 100 миллионов долларов в области, в которых, как позже признал Нидерхоффер, у него не было большого опыта. Нидерхоффер решил продать пут-опционы на акции тайских банков, чтобы получить премию (фактически будучи в длинной позиции по этим акциям), которые сильно упали во время азиатского финансового кризиса, его ставка была на то, что правительство Таиланда не позволит этим компаниям выйти из бизнеса. 27 октября 1997 года убытки, вызванные этими инвестициями, в сочетании с однодневным падением индекса Dow Jones Industrial Average на 554 пункта (7,2 %) (восьмое самое большое падение на данный момент в истории индекса) вынудили Niederhoffer Investments закрыться. В иске, который Нидерхоффер позже подал в Окружной суд США по Северному округу Иллинойса против Чикагской товарной биржи, где он торговал опционами, он утверждал, что трейдеры на бирже сговорились, чтобы в тот день снизить рынок и заставить его закрыть свои позиции. Трейдеры того времени заявили, что Refco могла быть ответственна за убытки Нидерхоффера на сумму до 35 миллионов долларов.

### Новый фонд
После закрытия своего фонда в 1997 году он снова начал торговать за свой счёт в 1998 году, заложив свой дом и продав свою коллекцию старинного серебра. Этот первоначальный фонд назывался Wimbledon Fund, название отражало его любовь к теннису. Он начал управлять деньгами офшорных клиентов в феврале 2002 года с Matador Fund. Нидерхоффер использует фирменные компьютерные программы, которые, как предполагается, предсказывают краткосрочные движения с помощью многомерного анализа временных рядов. За пятилетний период, начавшийся в 2001 году, фонд Нидерхоффера принес 50 % годовых (сложный процент). Его худшим годом за этот период был 2004 год, когда он принес 40 %. В 2005 году он принёс 56,2 % (как сообщается в eFinancial News). 6 апреля 2006 года отраслевая группа MarHedge наградила Matador Fund Ltd. и Manchester Trading, два фонда, управляемые Нидерхоффером, призом за лучшую работу консультанта по торговле сырьевыми товарами (CTA) за два года 2004 и 2005.
Однако фонды Нидерхоффера попали в финансовый кризис субстандартного ипотечного кредитования 2007 года, и Matador Fund был закрыт в сентябре 2007 года после снижения стоимости более чем на семьдесят пять процентов.
С 2000 по 2003 год Нидерхоффер совместно с финансовым обозревателем Лорел Кеннер писал еженедельную колонку о рынках для CNBC MoneyCentral. Он и Кеннер совместно написали Practical Speculation (John Wiley & Sons, февраль 2003 г.), c.e. История жизни Нидерхоффера и уроки, которые он усвоил, были изложены в книге 1997 года «Образование спекулянта».

## Сквош
Нидерхоффер был победителем в хардбол-сквоше и является членом Зала славы сквоша. Нидерхоффер никогда не играл в сквош, когда поступил в Гарвардский университет в 1960 году, но он играл в другие виды спорта с ракеткой. Год спустя он выиграл национальный титул среди юниоров, а к моменту окончания университета стал национальным чемпионом по сквошу среди колледжей. Он пять раз выигрывал чемпионат США (рекорд, который превзошёл только Стэнли Пирсон, который выиграл свой шестой титул в 1923 году). Он также выиграл три национальных титула в парном разряде. В 1975 году он победил одного из величайших игроков в истории игры, Шарифа Хана, в финале North American Open (единственный раз, когда Хану не удалось выиграть титул за 13-летний период с 1969 по 1981 год).

## Другие виды деятельности
Нидерхоффер также является основателем NYC Junto, либертарианской группы, которая собиралась в первый четверг каждого месяца с 1985 по 2017 год. Он является энтузиастом Айн Рэнд и назвал двух своих дочерей Галт и Рэнд. NYC Junto фокусировалась на либертарианстве, объективизме и инвестировании и была вдохновлена хунтой, которую принимал Бенджамин Франклин в Филадельфии с 1727 по 1757 год. У него шесть дочерей и один сын.

## Публикации
- Niederhoffer, Victor. The Education of a Speculator. — New York : John Wiley & Sons, 1998. — ISBN 0-471-24948-3.
- Niederhoffer, Victor. Practical Speculation / Victor Niederhoffer, Laurel Kenner. — New York : John Wiley & Sons, 2005. — ISBN 0-471-67774-4.
- Niederhoffer, Victor. Fifty Years in Wall Street / Victor Niederhoffer, Henry Clews. — New York : John Wiley & Sons, 2006. — ISBN 0-471-77203-8.